# Nuoto ai Giochi della XXVIII Olimpiade
Il nuoto ai Giochi olimpici del 2004 di Atene fu rappresentato da 32 eventi, 16 femminili e 16 maschili.

## Podi

### Uomini
| Evento                          | Oro | Perform.   | Argento | Perform.   | Bronzo | Perform. |
| Stile libero                    | |            | |            | |          |
| 50 m (dettagli)                 | Gary Hall Jr | 21"93      | Duje Draganja | 21"94      | Roland Mark Schoeman | 22"02    |
| 100 m (dettagli)                | Pieter van den Hoogenband | 48"17      | Roland Mark Schoeman                                                                                             | 48"23      | Ian Thorpe | 48"56    |
| 200 m (dettagli)                | Ian Thorpe | 1'44"71 OR | Pieter van den Hoogenband                                                                                        | 1'45"23    | Michael Phelps | 1'45"32  |
| 400 m (dettagli)                | Ian Thorpe | 3'43"10    | Grant Hackett | 3'43"36    | Klete Keller | 3'44"11  |
| 1500 m (dettagli)               | Grant Hackett | 14'43"40   | Larsen Jensen | 14'45"29   | David Davies | 14'45"95 |
| Dorso                           | |            | |            | |          |
| 100 m (dettagli)                | Aaron Peirsol | 54"06      | Markus Rogan | 54"35      | Tomomi Morita | 54"36    |
| 200 m (dettagli)                | Aaron Peirsol | 1'54"95 OR | Markus Rogan | 1'57"35    | Răzvan Florea | 1'57"56  |
| Rana                            | |            | |            | |          |
| 100 m (dettagli)                | Kōsuke Kitajima | 1'00"08    | Brendan Hansen                                                                                                   | 1'00"25    | Hugues Duboscq | 1'00"88  |
| 200 m (dettagli)                | Kōsuke Kitajima | 2'09"44 OR | Dániel Gyurta | 2'10"80    | Brendan Hansen | 2'10"87  |
| Farfalla                        | |            | |            | |          |
| 100 m (dettagli)                | Michael Phelps | 51"25 OR   | Ian Crocker | 51"29      | Andriy Serdinov | 51"36    |
| 200 m (dettagli)                | Michael Phelps | 1'54"04 OR | Takashi Yamamoto                                                                                                 | 1'54"56    | Stephen Parry | 1'55"52  |
| Misti                           | |            | |            | |          |
| 200 m (dettagli)                | Michael Phelps | 1'57"14 OR | Ryan Lochte | 1'58"78    | George Bovell | 1'58"80  |
| 400 m (dettagli)                | Michael Phelps | 4'08"26 WR | Erik Vendt | 4'11"81    | László Cseh | 4'12"15  |
| Staffette                       | |            | |            | |          |
| 4x100 m stile libero (dettagli) | Sudafrica Roland Schoeman Lyndon Ferns Darian Townsend Ryk Neethling                                                            | 3'13"17 WR | Paesi Bassi Johan Kenkhuis Mitja Zastrow Klaas-Erik Zwering Pieter van den Hoogenband Mark Veens*                | 3'14"36    | Stati Uniti Ian Crocker Michael Phelps Neil Walker Jason Lezak Nate Dusing* Gary Hall Jr.* Gabe Woodward*               | 3'14"62  |
| 4x200 m stile libero (dettagli) | Stati Uniti Michael Phelps Ryan Lochte Peter Vanderkaay Klete Keller Scott Goldblatt* Dan Ketchum*                              | 7'07"33    | Australia Grant Hackett Michael Klim Nicholas Sprenger Ian Thorpe Antony Matkovich* Todd Pearson* Craig Stevens* | 7'07"46    | Italia Emiliano Brembilla Massimiliano Rosolino Simone Cercato Filippo Magnini Federico Cappellazzo* Matteo Pelliciari* | 7'11"83  |
| 4x100 m misti (dettagli)        | Stati Uniti Aaron Peirsol Brendan Hansen Ian Crocker Jason Lezak Lenny Krayzelburg* Mark Gangloff* Michael Phelps* Neil Walker* | 3'30"68 WR | Germania Steffen Driesen Jens Kruppa Thomas Rupprath Lars Conrad Helge Meeuw*                                    | 3:33.62 ER | Giappone Tomomi Morita Kōsuke Kitajima Takashi Yamamoto Yoshihiro Okumura                                               | 3'35"22  |

* Nuotatori che hanno partecipato solamente nelle batterie di qualificazione e hanno ricevuto medaglie.

### Donne
| Evento                          | Oro | Perform.   | Argento | Perform. | Bronzo | Perform.   |
| Stile libero                    | |            | |          | |            |
| 50 m (dettagli)                 | Inge de Bruijn | 24"58      | Malia Metella | 24"89    | Lisbeth Lenton                                                                                                 | 24"91      |
| 100 m (dettagli)                | Jodie Henry | 53"84      | Inge de Bruijn | 54"16    | Natalie Coughlin                                                                                               | 54"40      |
| 200 m (dettagli)                | Camelia Potec | 1'58"03    | Federica Pellegrini | 1'58"22  | Solenne Figuès                                                                                                 | 1'58"45    |
| 400 m (dettagli)                | Laure Manaudou | 4'05"34 ER | Otylia Jędrzejczak | 4'05"84  | Kaitlin Sandeno                                                                                                | 4'06"19    |
| 800 m (dettagli)                | Ai Shibata | 8'24"54    | Laure Manaudou | 8'24"96  | Diana Munz | 8'26"61    |
| Dorso                           | |            | |          | |            |
| 100 m (dettagli)                | Natalie Coughlin                                                                                                   | 1'00"37    | Kirsty Coventry | 1'00"50  | Laure Manaudou                                                                                                 | 1'00"88    |
| 200 m (dettagli)                | Kirsty Coventry | 2'09"19    | Stanislava Komarova | 2'09"72  | Reiko Nakamura Antje Buschschulte                                                                              | 2'09"88    |
| Rana                            | |            | |          | |            |
| 100 m (dettagli)                | Luo Xuejuan | 1'06"64    | Brooke Hanson | 1'07"15  | Leisel Jones                                                                                                   | 1'07"16    |
| 200 m (dettagli)                | Amanda Beard | 2'23"37    | Leisel Jones | 2'23"60  | Anne Poleska                                                                                                   | 2'25"82    |
| Farfalla                        | |            | |          | |            |
| 100 m (dettagli)                | Petria Thomas | 57"72      | Otylia Jędrzejczak | 57"84    | Inge de Bruijn                                                                                                 | 57"99      |
| 200 m (dettagli)                | Otylia Jędrzejczak                                                                                                 | 2'06"05    | Petria Thomas | 2'06"36  | Yūko Nakanishi                                                                                                 | 2'08"04    |
| Misti                           | |            | |          | |            |
| 200 m (dettagli)                | Yana Klochkova | 2'11"14    | Amanda Beard | 2'11"70  | Kirsty Coventry                                                                                                | 2'12"72    |
| 400 m (dettagli)                | Yana Klochkova | 4'34"83    | Kaitlin Sandeno | 4'34"95  | Georgina Bardach                                                                                               | 4'37"51    |
| Staffette                       | |            | |          | |            |
| 4x100 m stile libero (dettagli) | Australia Alice Mills Lisbeth Lenton Petria Thomas Jodie Henry Sarah Ryan*                                         | 3'35"94 WR | Stati Uniti Kara Lynn Joyce Natalie Coughlin Amanda Weir Jenny Thompson Lindsay Benko* Maritza Correia* Colleen Lanne*        | 3'36"39  | Paesi Bassi Chantal Groot Inge Dekker Marleen Veldhuis Inge de Bruijn Annabel Kosten*                          | 3'37"59    |
| 4x200 m stile libero (dettagli) | Stati Uniti Natalie Coughlin Carly Piper Dana Vollmer Kaitlin Sandeno Lindsay Benko* Rhi Jeffrey* Rachel Komisarz* | 7'53"42 WR | Cina Zhu Yingwen Xu Yanwei Yang Yu Pang Jiaying Li Ji*                                                                        | 7'55"97  | Germania Franziska van Almsick Petra Dallmann Antje Buschschulte Hannah Stockbauer Janina Götz* Sara Harstick* | 7'57"37    |
| 4x100 m misti (dettagli)        | Australia Giaan Rooney Leisel Jones Petria Thomas Jodie Henry Brooke Hanson* Alice Mills* Jessicah Schipper*       | 3'57"32 WR | Stati Uniti Natalie Coughlin Amanda Beard Jenny Thompson Kara Lynn Joyce Haley Cope* Tara Kirk* Rachel Komisarz* Amanda Weir* | 3'59"12  | Germania Antje Buschschulte Sarah Poewe Franziska van Almsick Daniela Götz                                     | 4'00"72 ER |

* Nuotatrici che hanno partecipato solamente nelle batterie di qualificazione e hanno ricevuto medaglie.

## Medagliere
| Posizione | Paese             |    |   |   | Totale |
| --------- | ----------------- | -- | - | - | ------ |
| 1         | Stati Uniti       | 12 | 9 | 9 | 30     |
| 2         | Australia         | 7  | 5 | 3 | 15     |
| 3         | Giappone          | 3  | 3 | 4 | 10     |
| 4         | Paesi Bassi       | 2  | 3 | 2 | 7      |
| 5         | Russia            | 2  | 1 | 0 | 3      |
| 6         | Ucraina           | 2  | 0 | 1 | 3      |
| 7         | Francia           | 1  | 2 | 3 | 6      |
| 8         | Polonia           | 1  | 2 | 0 | 3      |
| 9         | Zimbabwe          | 1  | 1 | 1 | 3      |
| 9         | Sudafrica         | 1  | 1 | 1 | 3      |
| 11        | Cina              | 1  | 1 | 0 | 2      |
| 12        | Romania           | 1  | 0 | 1 | 2      |
| 13        | Austria           | 0  | 2 | 0 | 2      |
| 14        | Germania          | 0  | 1 | 4 | 5      |
| 15        | Ungheria          | 0  | 1 | 1 | 2      |
| 15        | Italia            | 0  | 1 | 1 | 2      |
| 17        | Croazia           | 0  | 1 | 0 | 1      |
| 18        | Gran Bretagna     | 0  | 0 | 2 | 2      |
| 19        | Trinidad e Tobago | 0  | 0 | 1 | 1      |
| 19        | Argentina         | 0  | 0 | 1 | 1      |